# Willy Bambus
Willy Bambus (manchmal auch: Willi Bambus; eigentlich William Bambus; geboren am 21. März 1862 in Berlin; gestorben am 3. November 1904 ebenda) war ein führender Berliner Vertreter der Chowewe-Zion (Anhänger der jüdischen Wiederbesiedlung Palästinas noch vor Herzl). Er fungierte auch als politischer Autor.

## Leben
Ursprünglich von der jüdischen Reformbewegung herkommend, war Willy Bambus nach seiner Wende zur Orthodoxie sehr früh in der religiös-nationalen Chibbat-Zion-Bewegung tätig. 1886–1888 war er Herausgeber der chowewe-zionistischen Zeitschrift „Serubabel“ in Berlin, später Mitarbeiter an der von Nathan Birnbaum herausgegebenen nationaljüdischen „Jüdischen Volkszeitung“.
Er gründete 1892 gemeinsam mit Heinrich Loewe den nationaljüdisch-zionistischen Verein „Jung-Israel“ und war Vordenker und Motor des "Esra" („Esra. Verein zur Unterstützung ackerbautreibender Juden in Palästina und Syrien“ mit Sitz in Berlin, war 1883 als westlicher Ausläufer der Chowewe Zion-Bewegung gegründet worden).
Nach einer Annäherung an Herzls politischen Zionismus löste er sich bald wieder von ihm und, da er die Kolonisation Palästinas ohne politische Grundlage wollte, bekämpfte er ihn in der 1897 übernommenen Zeitschrift „Zion“ heftig. Dennoch nahm er an den ersten drei Zionistenkongressen teil (gehörte sogar zur Organisations-Kommission des ersten Kongresses, obwohl er, paradox genug, gemeinsam mit Hirsch Hildesheimer gegen den Kongress opponierte).
1901 gehörte er zu den Mitbegründern des Hilfsvereins der deutschen Juden, dessen leitender Sekretär er wurde; der „Hilfsverein“ stellte ein Gegengewicht gegen die Alliance Israélite Universelle dar.
Bambus war aktiv im Kampf zur Abwehr des Antisemitismus; laut Nathan Birnbaum ein „vielverlästerter, aber hochverdienter Mann“ (Leserbrief Birnbaums im Jüdischen Volksblatt VI, 47, Wien, 18. November 1904). In einem Brief an Leo Motzkin (10. November 1891) hatte derselbe Birnbaum Bambus noch als jemanden von der alten Garde bezeichnet, die „in einem fremden Lande lustig darauf loscolonisiren und Alles mit Geld erreichen wollen“.

## Werke (Auswahl)
- Die Kriminalität der Juden in Deutschland, hrsg. vom Comite zur Abwehr antisemitischer Angriffe in Berlin, Cronbach Verlag Berlin 1896
- Die Juden als Soldaten. Hrsg. von dem Comite zur Abwehr antisemitischer Angriffe in Berlin, Bln., Cronbach, 1896